# Château de Bidache
Pour les articles homonymes, voir Château de Gramont.
Le château de Bidache se situe dans la commune du même nom, dans le département français des Pyrénées-Atlantiques. Il fut le siège de la principauté souveraine de Bidache. Ce vestige, classé Monument Historique a notamment fait l'objet de travaux d'accessibilité et consolidation de 2005 à 2008 et de 2010 à 2012. Il est notamment le lieu de l'une des plus belles fêtes de France, les Historiques de Bidache.

## Galerie

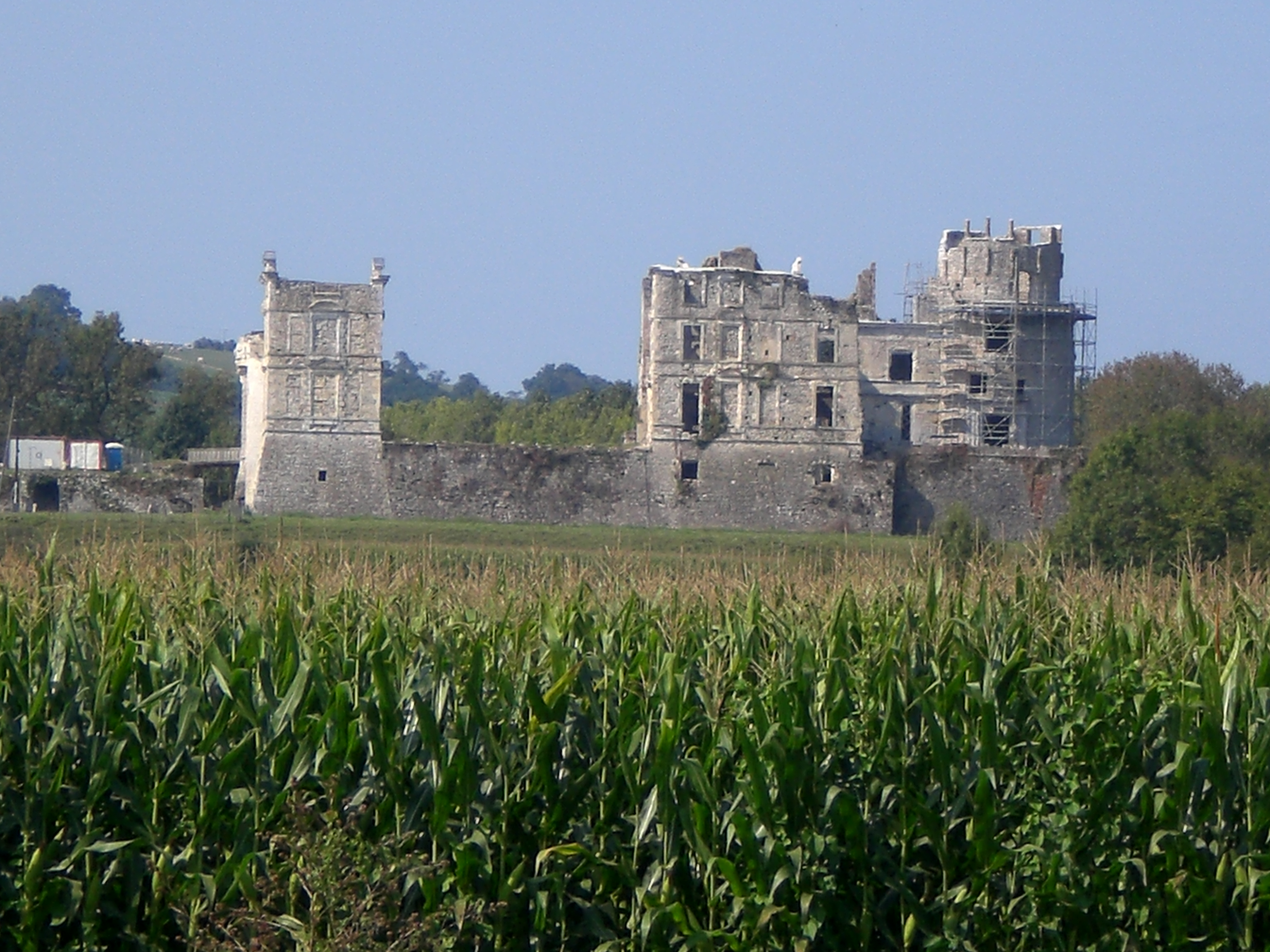
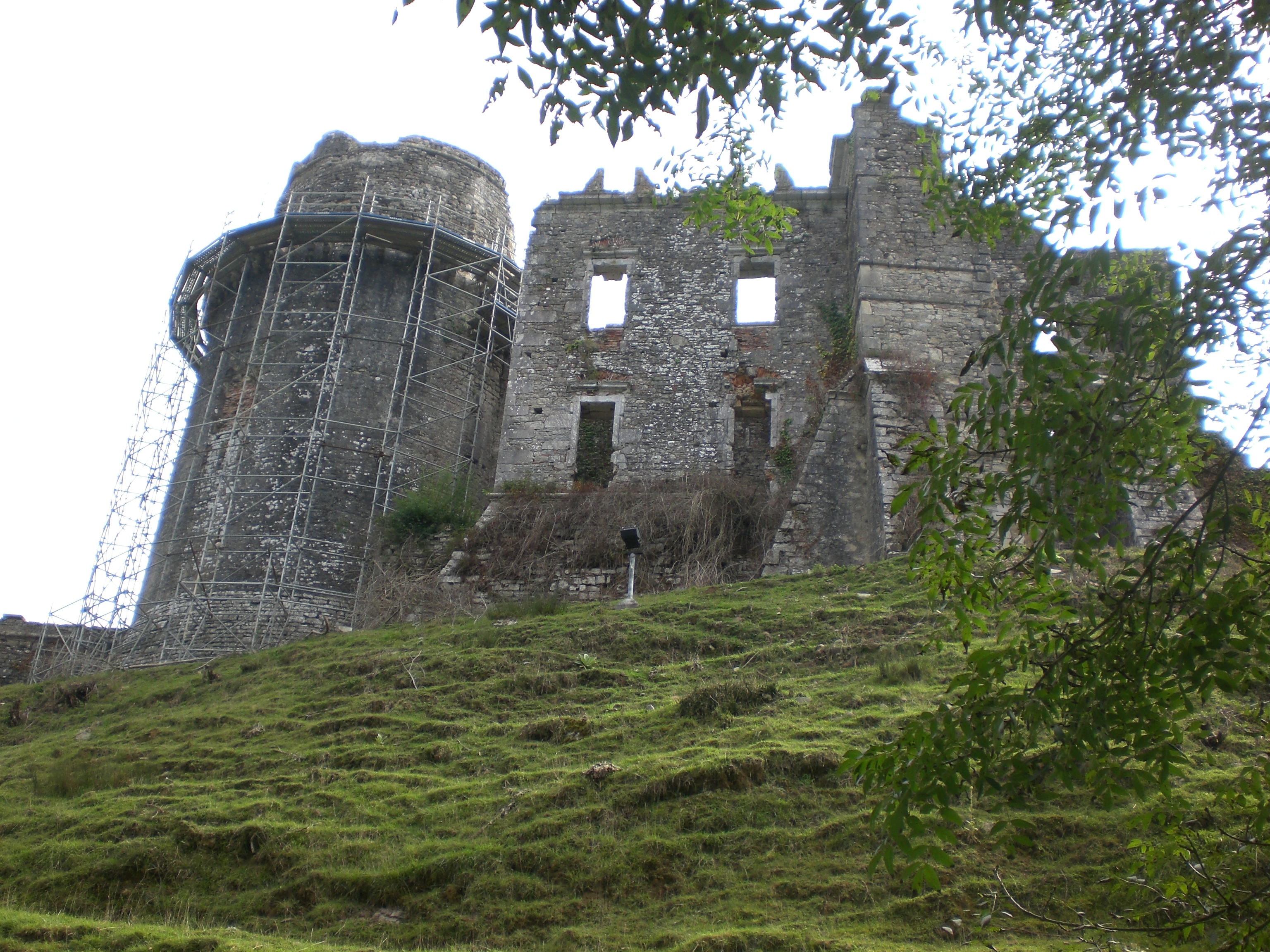
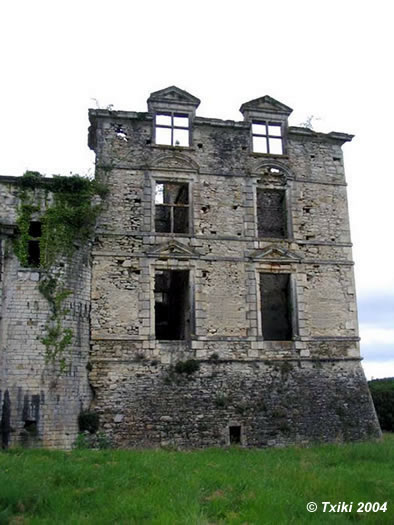
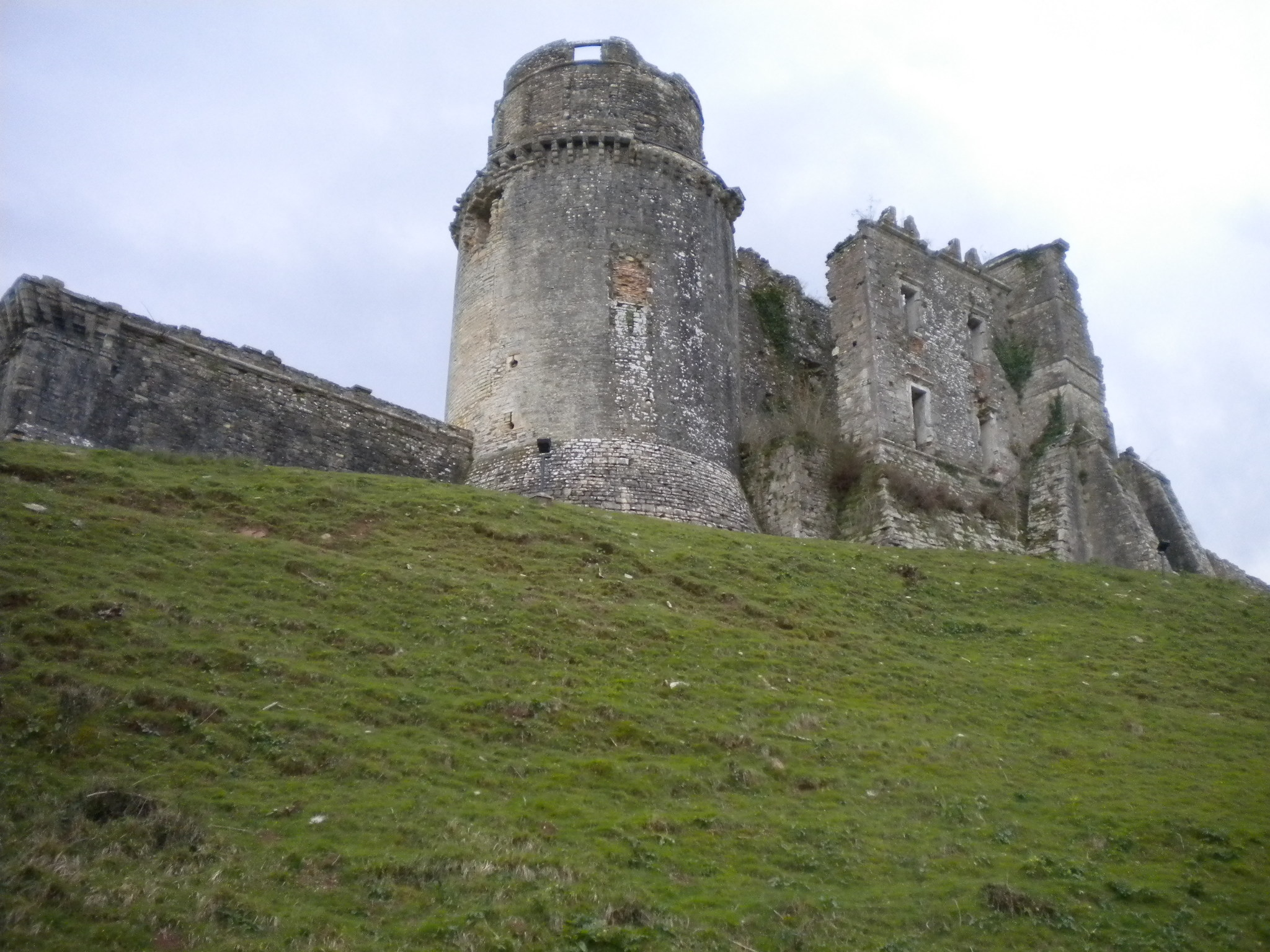

## Présentation
La première mention du château ducal de Bidache, appartenant à la famille des seigneurs de Gramont, remonte à 1329. Il a connu depuis de nombreux évènements avant de brûler en 1796.
Seules trois grosses tours rondes, au nord-ouest et au sud, témoignent du château médiéval détruit en 1523 par les troupes de Charles Quint, en représailles à l’échec rencontré à Bayonne, dont le maire était alors Jean II, seigneur de Gramont, lieutenant de la compagnie du maréchal de Lautrec. Le château sera alors rapidement remis en état par des ajouts Renaissance, tout en conservant le principe des éléments défensifs médiévaux.
Au XVIIe siècle, d’importants travaux, influencés par l’architecture Louis XIII, alors en vogue dans la région parisienne, sont confiés à l’architecte Louis de Mihet, ingénieur pour le Roi en la ville de Bayonne, également responsable des travaux des fortifications de Bayonne. La construction de jardins et de terrasses date de cette époque.
Au premier étage du château, en haut du grand escalier, une salle haute, ou salle d'audience, sert aux réunions du conseil.
Les derniers travaux seront réalisés au début du XVIIIe siècle avec la mise en place de la monumentale porte d’entrée au fronton triangulaire.
En 1793, le château et ses dépendances furent confisqués au profit de la Nation et un hôpital militaire y fut installé pendant quelques mois. L’édifice était vide quand, dans la nuit du 22 au 23 février 1796, un incendie le ravagea.

## Histoire

### Famille de Gramont
Issue des vicomtes de Dax, elle fusionne ultérieurement avec celle des Guiche. Vers 1190, Brun de Gramont paraît avoir accepté en partage la terre de Bidache où, sans doute, il construisit le premier château. Jouant comme leurs voisins, des hommages contradictoires et des fidélités successives aux rois de Navarre et aux rois d’Angleterre, ducs d’Aquitaine, s’alliant bien, guerroyant hardiment, les seigneurs de Gramont seront déjà une grande famille quand ils entreront plus tard dans la mouvance des rois de France.
En attendant, en 1329, le seigneur de Gramont prête encore, après s’être fait prier, « Foi et hommage lige » aux rois de Navarre pour ses deux châteaux de Gramont et de Bidache.

### Incendie de 1523
En septembre 1523, Jean II, baron de Gramont, est au service de François Ier. Il combat Philibert de Châlon, le redoutable prince d’Orange, à Sauveterre-de-Béarn, à Navarrenx, à Pampelune, à Bayonne. Au cours de ces opérations, les Impériaux ont assiégé son château de Bidache.
« Trois cents soldats, écrit le père José Moret, offrirent une forte résistance aux Espagnols. Ils se défendirent avec tant de valeur qu’ils arrêtèrent l’ennemi pendant trois jours jusqu’à ce que celui-ci put y mettre le feu ». L’incendie fut tel que « la plupart des défenseurs périrent dans les flammes excepté quelques-uns qui, se précipitant du haut des murailles, aimèrent mieux mourir percés par les piques au bout desquelles l’ennemi les recevait ».

### Remise en état
Claire de Gramont, sœur de Jean de Gramont et veuve de Menaud d’Aure, seule héritière de la Maison, aidée par l’archevêque de Bordeaux Charles de Gramont, va diriger la reconstruction du château. À la mort de Claire, les biens de son mari, d’Aure et d’Aster, passèrent par contrat de substitution à la famille de Gramont. On peut dater du XVIe siècle le corps du bâtiment en équerre se trouvant entre les deux cours et se déployant entre le pavillon du grand escalier et la grosse tour, une tourelle d’escalier, les fortifications extérieures qui s’étendent au sud-ouest, et les remaniements à hauteur du front sud.
L’émerveillement des bidachots sera tel qu’un quatrain d’un Noël Gascon conserve la trace de telles reconstructions. Le berger s’y étonne que Jésus n’ait pas plutôt choisi pour naître le château de Bidache :
« Qui hat haüré jamey dit
Puch que bous debet nache
Que n’haurets pas chaousit
Lou Castet de Bidache »

### Premier souverain de Bidache
Le 12 juillet 1565, Antoine Ier (1526-1576) offre à Bidache une réception somptueuse à Catherine de Médicis et son fils Charles IX, qui venaient de Bayonne et se dirigeaient vers Mont-de-Marsan lors de son Grand tour de France.
En 1568 est célébré le mariage de Philibert, son fils aîné, avec Diane d'Andoins, qui prendra le pseudonyme romanesque de Corisande, comtesse de Guiche.
Antoine Ier se retira prudemment dans ses terres lors du siège de Navarrenx. Il se déclara neutre, se contentant de transmettre à Jeanne d'Albret, réfugiée à La Rochelle, quelques messages.
Le 13 novembre 1570, Antoine signe une ordonnance portant le règlement de justice pour sa souveraineté. C’est un point de plus marqué à son actif.
A la fin du XVIe siècle, le château de Bidache reçoit plusieurs visites royales ou princières :
En mars 1549, Antoine de Bourbon, duc de Vendôme, y est reçu lors de ses négociations sur la Navarre.
En juillet 1565, le Roi Charles IX et sa mère, la reine Catherine de Médicis, séjournent à Bidache.
En novembre 1587, Henri III de Navarre, le futur Roi Henri IV, séjourne à Bidache.
En février 1591, sa sœur, Catherine de Bourbon, y séjourne à son tour.

### La grande Corisande
Diane d'Andoins, veuve de Philibert de Gramont, blessé mortellement au siège de la Fère, entre dans l’Histoire sous le nom de Corisande : « Cette grande Corisande »,  a écrit son ami Montaigne (qui lui dédiera quelques sonnets) à Étienne de la Boétie, « va devenir l’égérie d’Henri III de Navarre » (le futur Henri IV de France).

### Antoine Antonin II
Antoine Antonin II de Gramont, seigneur de Bidache, premier duc de Gramont, était le fils de Corisande et de Philibert. Il épouse en 1601 Louise de Roquelaure, fille du gouverneur de Guyenne.
Celle-ci, satisfaite d’avoir assuré sa descendance, succomba au charme de son écuyer, Marsilien. Antoine Antonin, rentrant à l’improviste, surprit les deux amants dans une posture ne laissant pas de place à l’équivoque. Il estoqua sur le champ son rival, « l’envoyant jouir dans un autre monde ». La comtesse de Gramont fut condamnée à mort par un tribunal à sa dévotion. On ignore les circonstances de sa mort.
Le seigneur de Bidache, qui s’était remarié avec Claude de Montmorency Bouteville (fille du décapité célèbre), fut élevé en 1643 à la dignité de duc et pair de France par le petit Louis XIV. On doit à Antoine Antonin la construction en 1639, par l’ingénieur Louis de Milhet, du pavillon sud-est « du costé de la main droite en entrant ».
Passionné par la chasse, Antoine II entretient à Bidache un équipage de chasse à courre, composé de petits chiens, chiens courant et chiens d'oiseaux, et une fauconnerie.

### Le maréchal Antoine III
Antoine III, duc de Gramont (1604 – 1678), est assurément le plus célèbre de la famille de Gramont. Il épouse la nièce du cardinal de Richelieu. Ami de Mazarin, ce dernier lui confia en 1649, lors des troubles de la Fronde, la garde du jeune Louis XIV au château de Saint-Germain-en-Laye.
Ambassadeur du roi à la diète de Francfort en 1657 et à Madrid en 1659 pour demander la main de l’infante Marie-Thérèse, le duc Antoine III accueille à Bidache le 23 juillet 1659 le cardinal Mazarin venu négocier à Saint-Jean-de-Luz avec don Louis de Haro les conditions du traité des Pyrénées. La réception fut fastueuse dans la demeure bidachote, transformée depuis peu en un véritable palais qui ne conservait de la forteresse féodale que l’ancien donjon aménagé en chapelle et en librairie.
Connu comme un savant, Antoine III s'intéresse aux livres et constitue à Bidache une bibliothèque d'un millier de volumes, reliés à ses armoiries, installée sur deux niveaux au sommet de la tour ronde.
En 1659, Mazarin séjourne au château de Bidache lors de la signature du Traité des Pyrénées.
Ce fut à cette époque que se déclara la passion du fils aîné du maréchal, le comte de Guiche (1637 – 1673), « héros de roman et du passage du Rhin » (comme l’a écrit madame de Sévigné) pour madame Henriette d'Angleterre, belle-sœur de Louis XIV. Celui-ci l’envoya en exil à Bidache. Pour se distraire, le comte de Guiche fit édifier la terrasse reliant le château à la ville.

### Le maréchal Antoine V
Vers 1700-1710, Antoine V de Gramont, maréchal de France, fait reconstruire le portail d'entrée du château, remplaçant un porche encadré de trois colonnes à chapiteaux.
A cette époque, les jardins s'étageaient sur trois terrasses, garnies de parterres, de pelouses, d'arbustes, reliées entre elles par un escalier en pierre.

### Deuxième incendie
Antoine VII de Gramont, le dernier duc de Gramont sous la monarchie, vit en région parisienne et délaisse le château de Bidache, qui est visité par son épouse, Béatrix de Choiseul, en septembre 1770.
En décembre 1792, le château, inhabité, sert de cantonnement à la troupe, qui y commet des dégradations.
En octobre 1793, il est placé sous séquestre, des emblèmes de la féodalité n'en ayant pas été retirés. Il avait encore fière allure le 22 octobre 1793 lorsque le greffier du district en fit l’inventaire avant la confiscation par la Nation.
En 1794, les conduites en plomb servant à l'alimentation des jets d'eau du parc, sont arrachées pour fondre des balles, le château est utilisé comme hôpital, puis reste vide durant toute l'année 1795.
Le feu s'y déclare dans la nuit du 22 au 23 février 1796, an IV de la République, l'alerte est donnée vers sept heures du matin. Les flammes ne laissent debout que les murs du château.
La cour d'honneur était fermée sur son côté gauche par une aile, dont les murs ont été abattus au début du XIXe siècle.
Bien des hôtes illustres d’un soir vinrent méditer devant ces ruines : Napoléon III et Eugénie de Montijo, alors que le dixième duc de Gramont était retenu à Turin à son poste d’ambassadeur. Plus tard, vint le prince de Galles, futur Édouard VII. La famille de Gramont demeure toujours fidèle à ce haut lieu.

### AuxXXeetXXIesiècles
Un de ses descendants, Antoine XIV Armand-Odélric-Marie-Henri de Gramont, s'est donné la mort, la 3e semaine de février 2014, aux États-Unis, à l'âge de 62 ans, laissant un fils en bas âge. La lignée royale dont il provient a enfanté les princes de Bidache en Pays basque où se trouve la crypte familiale et un imposant château du XIIe siècle. Avec celui de Guiche (XIe siècle), voisin, ce sont deux édifices ducaux appartenant toujours à cette famille.
Les ruines sont classées monument historique le 6 mai 1942. Les écuries voûtées, les façades et les toitures des deux pavillons terminaux sont quant à eux inscrits depuis le 19 novembre 1942; les éléments défensifs, les dépendances, et les parcs et jardins sont inscrits le depuis le 3 septembre 2012.
Consolidé, le château de Bidache n'a pas été reconstruit. Toujours propriété de la Maison de Gramont, ses ruines imposantes sont louées depuis 2003, par bail emphytéotique de 36 ans, à la communauté de communes du Pays de Bidache. Cette dernière y a mené d'importants travaux de consolidation, ainsi qu'aux ruines du château voisin de Guiche. Elle les ouvre au public et en assure l'animation.
Depuis 2022, les Historiques de Bidache célèbre le château de Gramont tout en offrant au public une expérience immersive à travers les époques.
Organisé par l’association Solskirnir sur l’esplanade du château des ducs de Gramont, classé monument historique, cet événement propose un véritable voyage dans le temps, de l’Empire Romain à la Seconde Guerre mondiale.
Les visiteurs peuvent découvrir diverses périodes historiques, telles que l’antiquité, les invasions vikings, le Moyen Âge avec ses chevaliers et les guerres de religion, incarnées par des figures emblématiques comme Jeanne d’Albret. Le festival met également en lumière des corsaires du XVIIe siècle et se termine au XVIIIe siècle, marqué par le dernier grand incendie du château. En plus des reconstitutions historiques, un marché artisanal met à l’honneur les savoir-faire traditionnels locaux.
Ce festival familial, gratuit et ouvert à tous, contribue à la préservation et à la valorisation du patrimoine culturel local et national, tout en attirant un public nombreux de passionnés d’histoire et de curieux chaque année. Les Historiques de Bidache sont devenus notamment l'une des plus belles fêtes de France en 2025.